# 啮齿类动物实验

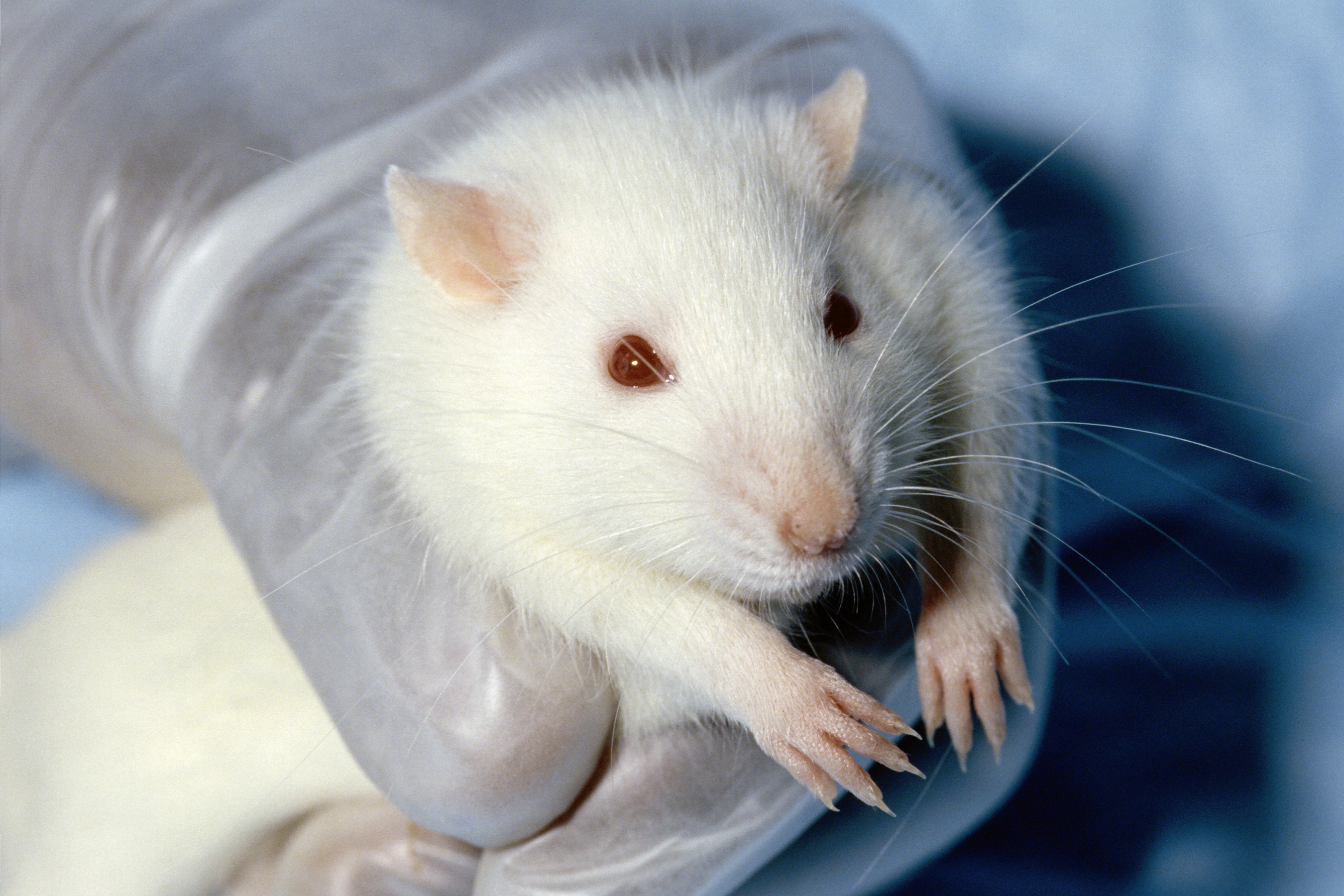
一只实验用Wistar大鼠

啮齿类是目前实验室最常用的脊椎类实验动物。啮齿类动物因易于饲养、饲养技术成熟，加之易于繁殖而受到研究人员的青睐。最常用的啮齿类实验动物是大鼠和小鼠，除此之外，豚鼠、仓鼠，以及沙鼠也时有使用。

## 统计
在2015年的英国，对啮齿类动物实行的手术（实验等）有333万例（占当年所有手术80%）。 最常用的物种是小鼠（303万例，占比73%）和大鼠（268,522例，占比6.5%)。 其他品种包括豚鼠（21,831，占比0.7%）、仓鼠（1,500，占比0.04%)及沙鼠（278，占比0.01%）。

在美国，大鼠和小鼠的使用数量没有报道，但是估计数量为大约1100万到大约1亿只。 2000年，联邦研究部、美国国会图书馆发表了一份对其大鼠、小鼠和鸟类数据库的分析结果，涵盖了对研究人员、饲养员、运输商和参展商的调查。（下为英文原文）
Over 2,000 research organizations are listed in the database, of which approximately 500 were researched and of these, 100 were contacted directly by FRD staff. These organizations include hospitals, government organizations, private companies (pharmaceutical companies, etc.), universities/colleges, a few secondary schools, and research institutes. Of these 2,000, approximately 960 are regulated by USDA; 349 by NIH; and 560 accredited by AALAC. Approximately 50 percent of the organizations contacted revealed a specific or approximated number of animals in their laboratories. The total number of animals for those organizations is: 250,000–1,000,000 rats; 400,000–2,000,000 mice; and 130,000–900,000 birds.

## 啮齿动物类型

### 小鼠
小鼠是（在药物、遗传学研究等中）最常用的脊椎动物。由于小鼠的可利用性、体型小、成本低、可控性强、繁殖速度快等特点，将其用于研究的项目数不胜数。 小鼠很快便能达到性成熟，也能快速妊娠。一般实验室每三星期就能培育出新一代小鼠，与极快的繁育速度相对的是小鼠较短的寿命，其仅能存活两年。
由于小鼠与人类共享99%的基因，其被广泛地认为是遗传性人类疾病的主要模型。 随着基因工程技术的出现，可以按一定顺序产生转基因小鼠，并且每只仅需花费数百美元。
转基因动物产品包括将每个结构（转基因后的基因片段）注入300-350个卵子中，这样的工作通常需要三天完成。经上述处理的卵细胞最终能生出二十到五十只小鼠。一般通过聚合酶链式反应基因分型方式检测转基因是否存在。转基因小鼠的产生数量通常在2到8个之间。
嵌合体小鼠产品包括将研究人员提供的胚胎干细胞注射到150-175个囊胚中，一般需时三天。 经过上述处理的囊胚通常能生出150-175只小鼠。 正常情况下，小鼠的皮肤颜色基因来源于寄主胚胎的胚胎干细胞，也就是说其皮肤颜色会根据胚胎干细胞提供者的不同出现差别。 一般情况下，在2到6只小鼠中，由胚胎干细胞基因影响小鼠的皮肤和毛发（表现型）的现象超过了70% ；这种现象表明了胚胎干细胞对生殖影响的可能性是很大的。

### 叙利亚仓鼠
叙利亚仓鼠用来模拟人类的医疗状况，包括各种癌症、代谢疾病、非癌症呼吸道疾病、心血管疾病、传染病和一般健康问题。 2006-07年，美国动物研究使用的叙利亚仓鼠数量在所有实验动物数量中占比19% 。

## 局限性
尽管小鼠、大鼠和其他啮齿动物是目前生物医学研究中使用最广泛的动物，但最近的研究充分表明了它们的局限性。 例如，啮齿动物在败血症、烧伤、炎症、中风、 ALS、阿尔茨海默氏症、糖尿病、癌症、多发性硬化症、帕金森氏症和其他疾病的实验中，实用性受到了一些研究人员的质疑。 特别是关于小鼠的实验，一些研究人员抱怨，“我们浪费了数十亿最终得到了错误的结论“，这是因为在研究中过于依赖这些动物实验。
《The Scientist》杂志上的一篇文章指出：“使用动物模型研究治疗人类疾病的困难在于人类和其他生物之间的代谢、解剖和细胞层面的差异，但还有比这更严重的问题”，包括研究本身的设计和执行问题。
例如，研究人员发现，实验室里的许多小鼠和大鼠都因为过量的食物和较少的运动而变得肥胖，这将改变它们的生理机能和药物代谢速度。 包括小鼠和大鼠在内的许多实验动物，被发现长期处于压力之下，这也会对研究结果产生负面影响，也会影响将研究结果用于人类时的准确性。 研究人员还指出，许多涉及小鼠、大鼠和其他啮齿动物的研究设计不当，导致了存疑的研究结果。 对于在实验室环境中饲养的啮齿动物研究存在缺陷的一个解释是，它们缺乏与外界（环境）因素的接触，因此不能自由地作出决定并承担后果（这里指的是一种动物行为）。 通过极端贫乏的方式饲养啮齿动物，会导致这些圈养的动物与人类或其野生个体的相似性减弱。
一些研究表明，动物实验中发表的数据不充分可能导致无法复现的研究（结果）；若在论文中遗漏了有关如何完成实验的具体细节或实验的差异，则可能在（重复实验时）会出现偏差。2014年加拿大蒙特利尔麦吉尔大学（McGill University）的一项研究即是一个包含难以发现偏差的例子：该研究表明，男性饲养的小鼠比女性饲养的表现出了更高的压力水平 。2016年的另一项研究表明，小鼠的肠道微生物群可能对研究结果产生影响。